# Museo Histórico de Junín
El Museo Histórico de Junín se encuentra en la esquina de las calles Quintana y Newbery, en Junín, provincia de Buenos Aires, Argentina.  Funciona en una antigua casona de estilo industrial inglés que perteneciera a los jefes de la estación local del ferrocarril.
Entre los objetos que se exhiben se encuentra el escritorio donde se confeccionó el acta de matrimonio civil entre Eva Duarte y Juan Domingo Perón. Posee dos salas de exposiciones permanentes y dos de exposiciones transitorias.
En la primera sala permanente se exhiben piezas de material paleontológico de la megafauna pampeana del período cuaternario. En este escenario se desarrollaron diferentes procesos evolutivos de vertebrados, cuyos restos constituyen una de las evidencias fósiles más importantes del continente sudamericano de los últimos diez millones de años. Los restos que se encuentran expuestos tienen una antigüedad de entre 8.500 y 40.000 años. El clima de esta zona, más árido y frío que el actual, correspondía a un paisaje de médanos y pastizales, y fue denominado por Florentino Ameghino "Mar de arena". Aproximadamente 18.000 años atrás esta fauna alcanzó su máximo esplendor, destacándose grandes mamíferos como los osos, gliptodontes, macrauquenias y caballos americanos.
La segunda sala permanente, llamada "Raúl Scalabrini Ortiz", está destinada a elementos cedidos por Ferrocarriles Argentinos y por vecinos relacionados con la actividad ferroviaria, motor de la ciudad durante un siglo.
Las salas transitorias renuevan mensualmente sus exposiciones, albergando distintas muestras patrimoniales o itinerantes.